# Pratt & Whitney PW4000
Pratt & Whitney PW4000 é uma família motores de aeronaves turbofan com impulso que varia de 52 000 a 99 040 lbf (230-441 kN). Construído como sucessor dos motores da série JT9D, ele possui uma performance mais ampla do que seu antecessor.